# Consonante implosiva
Una consonante implosiva es un tipo de oclusiva (marginalmente puede ser una africada) con un mecanismo mixto de corriente, glotálico ingresivo y pulmonar egresivo. Es decir, la corriente de aire se controla por movimientos arriba y abajo de la glotis combinado con un flujo saliente de los pulmones. Por tanto, a diferencia de las consonantes eyectivas cuyo mecanismo es glotálico puro, las implosivas pueden ser modificadas mediante fonación. Las implosivas casi de manera universal presentan fonación sonora. Las consonantes implosivas se encuentran en aproximadamente el 13 % de las lenguas del mundo.
En el AFI, las consonantes implosivas se indican modificando la correspondiente oclusiva sonora mediante un gancho a la derecha en la parte superior: [ɓ ɗ ʄ ɠ ʛ].

## Articulación
Durante la fase de oclusión de la consonante, empujar la glotis hacia abajo enrarece (reduce la densidad) el aire del tracto vocal, y en ese momento la oclusión se libera. En las lenguas donde las implosivas son particularmente intensas, su articulación puede ir acompañada de un torrente de aire entrante en la boca, antes de la vocal siguiente (y de ahí el nombre "implosiva"). Sin embargo, probablemente las implosivas de la mayoría de lenguas no comportan ningún movimiento notorio de aire, por lo que en esos casos las "implosivas" se distinguen de las "plosivas" pulmonares, porque estas últimas van acompañadas de un bufido hacia afuera. Esta distinción es precisamente lo que ocurre en las lenguas kru, por ejemplo. Esto implica que las implosivas deben tratarse fonéticamente como sonorantes, no como obstruyentes, tal como se entiende usualmente el concepto de sonorante. Desde el punto de vista fonológico las implosivas pueden comportarse de manera más similar a las obstruyentes o del modo que las sonorantes, dependiendo de la lengua. 
La abrumadora mayoría de las consonantes implosivas que se encuentran en las lenguas del mundo son sonoras, ya que la glotis está solo parcialmente cerrada. Debido a que el flujo de aire requerido para producir sonoridad reduce el vacío que las oclusivas crean en la boca, las implosivas son más sencillas de realizar con una cavidad oral grande. Por tanto, la implosiva labial [ɓ] es la más fácil de pronunciar y de hecho la implosiva más frecuente en las lenguas del mundo. Por otro lado, la implosiva velar [ɠ] es bastante infrecuente (y la uvular [ʛ] aún más). Esta distribución de puntos de articulación es en cierto modo opuesta a lo que sucede con las eyectivas, donde la articulación velar es la más común, y la labial es relativamente infrecuente.

## Tipos de implosivas
Las implosivas testimoniadas en las lenguas del mundo son:
- implosiva bilabial sonora [ɓ]
- implosiva dental sonora [ɗ̪]
- implosiva alveolar sonora [ɗ]
- implosiva retrofleja sonora [ᶑ] (not an IPA symbol)
- implosiva palatal sonora [ʄ]
- implosiva velar sonora [ɠ]
- implosiva uvular sonora [ʛ]
- implosiva uvular sorda [ʛ̥]

Las implosivas africadas o fricativas son extremadamente raras. De hecho, no hay símbolos AFI para las fricativas implosivas. En principio el "gancho" de implosiva puede ser añadido a las letras de fricativas sonoras, aunque la labiodental podría ser confundida con la vibrante simple labiodental [ⱱ]. 

### Implosivas sordas
Las consonantes llamadas de manera genérica como "implosivas sordas", "implosivas con cierre glotal" o "eyectivas inversas" involucran un mecanismo de flujo de aire ligeramente diferente que es ingresivo glotálico. En este caso la glotis permanece cerrada, de tal manera que ninguna corriente pulmonar es posible. El AFI en un tiempo dedicó los símbolos  <ƥ ƭ ƈ ƙ ʠ> a estos sonidos, pero dichos signos fueron desechados en 1993. Actualmente esos sonidos se transcriben como <ɓ̥ ɗ̥ ʄ̊ ɠ̊ ʛ̊> u ocasionalmente <pʼ↓ tʼ↓ cʼ↓ kʼ↓ qʼ↓>. Algunos autores usan un superíndice a la izquierda: p˂ t˂ c˂ k˂, pero esta notación no constituye un signo del AFI y además tiene otros usos.

## Ocurrencia en las lenguas del mundo
Las implosivas son frecuentes en las lenguas subsaharianas de África, y se encuentran frecuentemente también en el sureste de Asia (por ejemplo aparecen en vietnamita), además se encuentran en algunas pocas lenguas de la cuenca amazónica. En otras regiones son poco frecuentes, aunque aparecen esporádicamente en ciertas regiones. Por ejemplo las lenguas mayenses de Mesoamérica, o el sindhi en el subcontinente indio. En Europa y Australia parecen estar totalmente ausentes.
Sin embargo, las oclusivas totalmente sonoras frecuentemente son ligeramente implosivas, aunque raramente se describa explícitamente este rasgo subfonémico, especialmente si no hay oposición del mecanismo de creación de corriente. Las oclusivas sonoras del maidu o del tai son de este tipo, igual que las de muchas lenguas bantú, incluyendo las del suajili.
El sindi tiene un número inusualmente elevado de implosivas contrastantes: /ɓ ᶑ ʄ ɠ/. Aunque el sindi posee la distinción entre dentales y retroflejas en sus oclusivas sonoras, siendo estas /b d ɖ ɟ ɡ/, este contraste se neutraliza en las implosivas. Sin embargo en ngad'a, una lengua hablada en la isla de Flores (Indonesia) sí posee una implosiva retrofleja distintiva /ᶑ/.

## Implosivas en fonología
El comportamiento fonológico de las implosivas supone un desafío al análisis de rasgos. Esto se debe a que el análisis cuidado de cómo se comportan las implosivas como clase especial de sonidos en diversas lenguas africanas ha revelado que estos sonidos sufren los mismos procesos que las aproximantes, las líquidas o las nasales, por lo que su comportamiento está más cerca de las sonorantes que de las obstruyentes. Por ejemplo, en ebrié existe una regla de nasalización que se aplica tanto a las líquidas como a las aproximantes y curiosamente también a las implosivas. Los hechos del ebrié se han encontrado también en otras lenguas:
- Las implosivas, como las sonorantes, frecuentemente se nasalizan completamente ante una vocal nasal (como se ha mencionado que ocurre en ebrié).
- Las implosivas, como las sonorantes no aparecen en grupos consonánticos con nasal (de los tipos NC, CN) que sí son típicos de las obstruyentes.
- Las implosivas, como las sonorantes, casi nunca son "consonantes deprimentes", es decir, sonidos que en muchas lenguas causan que los tonos de las vocales adyacentes se hagan más bajos.
- Las implosivas frecuentemente están en distribución complementaria con algunas consonantes (por ejemplo /l/ se articula como [ɗ] ante vocales cerradas y aproximantes en ebrié).
- El valor de sonoridad no marcado usual de las implosivas, al igual que el de las sonorantes, es [+sonoro].

Todos estos hechos sugieren fuertemente que las implosivas no forman grupo con las obstruyentes, sino con las sonorantes. De hecho, las implosivas satisfacen la definición de sonorante de Halle (1992): una sonorante es un sonido producido sin compresión de aire en el tracto bucal, mientras que las no sonorantes se producen con una presión en el tracto bucal que excede la presión atmosférica ambiente. Esta condición se satisface tanto si las implosivas se articulan con implosión o sin explosión, como es el caso del sonido /[ɓ]/ del igbo de Owere.